# Луч (приток Кены)
Луч — река в России, протекает по Ленскому району Архангельской области. Является правым притоком реки Кена (бассейн Северной Двины).
Высота устья — 108 м над уровнем моря. Высота истока — 150 м над уровнем моря.
Устье реки находится в 1 км по правому берегу Кены. Длина реки составляет 16 км. Луч протекает по востоку Ленского района, близ границы с Республикой Коми. Луч течёт по лесной ненаселённой местности.

## Данные водного реестра
По данным государственного водного реестра России относится к Двинско-Печорскому бассейновому округу, водохозяйственный участок реки — Вычегда от города Сыктывкар и до устья, речной подбассейн реки — Вычегда. Речной бассейн реки — Северная Двина.
Код объекта в государственном водном реестре — 03020200212103000024525.